# Markéta Sluková
Markéta Nausch Sluková, rozená Sluková, (* 28. června 1988 Praha) je česká volejbalistka, reprezentantka v plážovém volejbalu, mistryně Evropy v plážovém volejbalu do 23 let, vicemistryně Evropy a trojnásobná mistryně ČR z let 2011, 2014 a 2019.
Volejbal hrála do roku 2007 za tým PVK Olymp Praha. Od roku 2005 se začala také věnovat plážovému volejbalu a od roku 2008 se profesionálně věnuje výhradně jemu. Do roku 2015 byla její spoluhráčkou Kristýna Kolocová, se kterou se umístily páté na LOH v Londýně 2012 a na Světovém okruhu série FIVB dvakrát zvítězily (Prague Open 2014, Berlin Grand Slam 2014) a jednou skončily třetí (Gstaad Grand Slam 2014).
V roce 2015 se dvojice rozešla a Sluková začala hrát s Barborou Hermannovou, se kterou se pravidelně účastní turnajů v plážovém volejbale světové série FIVB. Spolu se také kvalifikovaly na LOH v Riu de Janeiru 2016. Tam se ve skupině po jedné výhře a dvou prohrách umístily na třetím místě a v zápase lucky loser playoff prohrály, takže do vyřazovací fáze turnaje nepostoupily a byly celkově klasifikovány na 17.–18. místě.
V roce 2015 vyhrály čtyřhvězdičkový turnaj Antalaya Open, o rok později slavily stříbro na mistrovství Evropy. V roce 2017 získaly na světovém okruhu bronz (Rio de Janeiro 4*) a stříbro (Poreč 5*) a skončily třetí ve finále CEV Continental Cupu. O rok později ovládly pětihvězdičkový turnaj FIVB ve Vídni, čtyřhvězdičkový turnaj před domácím publikem v Ostravě, získaly bronz na mistrovství Evropy a stříbro ve finále Světového okruhu v Hamburku. Jako první český beachvolejbalový pár v historii obsadily post světových jedniček, který jim patřil během srpna 2018. V témže roce získaly prestižní ocenění Queen of the Beach, udělované Evropskou volejbalovou federací. V roce 2019 zvítězily na turnaji v Kuala Lumpuru (3*), přidaly stříbro v Sia-menu (4*) a staly se také mistryněmi ČR. Ve finále FIVB WT 2019 v Římě skončily na pátém místě.